# Homunkurusu no Namida ~ Kietai Kimi e no Renkinjutsu ~
Homunkurusu no Namida ~ Kietai Kimi e no Renkinjutsu (ホムンクルスの涙 ～消えたいキミへの錬金術～ lit. Lágrimas del homúnculo ~La alquimia hacia ti que quieres desaparecer~?), conocida como Las lágrimas del homúnculo: La alquimia para desaparecer contigo en España, es una novela ligera japonesa escrita por Inori e ilustrada por Anoshimo. Inori anunció su autopublicación en la plataforma Kindle Direct Publishing de Amazon, tanto en japonés como en inglés, así como la publicación en español por parte de SEKAI Editorial y en alemán por Dokico.

## Sipnosis
En un mundo donde la guerra contra los demonios arrecia sin tregua, Maha, una alquimista solitaria, lleva una vida dedicada al combate. Sin embargo, todo cambia abruptamente cuando su madre, la brillante alquimista Delia, da vida a Luri, un homúnculo con una capacidad de crecimiento excepcional. Maha recibe entonces la misión de entrenarla, pero pronto se ve atrapada en una maraña de celos y emociones encontradas ante la innegable destreza de Ruly.
Mientras tanto, un poderoso demonio atraviesa la barrera que protege la ciudad, obligando a ambas a enfrentarse a una batalla inesperada que pondrá a prueba sus vínculos. ¿Podrán superar sus diferencias y fortalecerse mutuamente? ¿Qué secretos oculta el enigmático «Poema del Fin», una obra legendaria que, según se dice, tiene el poder de alterar el destino del mundo?